# Jaime Oncins
Jaime Oncins, né le 16 juin 1970 à São Paulo, est un joueur brésilien de tennis professionnel.
Joueur de l'équipe brésilienne de Coupe Davis, il a atteint deux fois les demi-finales de la compétition en 1992 et 2000. Après sa carrière sportive, il est ensuite à son tour capitaine de l'équipe.

## Palmarès

### Titres en simple messieurs
| No | Date       | Nom et lieu du tournoi                | Catégorie    | Dotation  | Surface      | Finaliste    | Score    |  |
| -- | ---------- | ------------------------------------- | ------------ | --------- | ------------ | ------------ | -------- |  |
| 1  | 18-05-1992 | Tournoi de tennis de Bologne, Bologne | World Series | 240 000 $ | Terre (ext.) | Renzo Furlan | 6-2, 6-4 |  |
| 2  | 02-11-1992 | Kolynos Cup, Búzios                   | World Series | 155 000 $ | Dur (ext.)   | Luis Herrera | 6-3, 6-2 |  |

### Finales en simple messieurs
| No | Date       | Nom et lieu du tournoi  | Catégorie    | Dotation  | Surface    | Vainqueur          | Score         |  |
| -- | ---------- | ----------------------- | ------------ | --------- | ---------- | ------------------ | ------------- |  |
| 1  | 28-10-1991 | Kolynos Cup, Búzios     | World Series | 147 500 $ | Dur (ext.) | Jordi Arrese       | 1-6, 6-4, 6-0 |  |
| 2  | 04-11-1991 | Banespa Open, São Paulo | World Series | 225 000 $ | Dur (ext.) | Christian Miniussi | 2-6, 6-3, 6-4 |  |
| 3  | 09-11-1992 | Banespa Open, São Paulo | World Series | 235 000 $ | Dur (ext.) | Luiz Mattar        | 6-1, 6-4      |  |

### Titres en double messieurs
| No | Date       | Nom et lieu du tournoi          | Catégorie    | Dotation  | Surface      | Partenaire        | Finalistes                           | Score    |          |
| -- | ---------- | ------------------------------- | ------------ | --------- | ------------ | ----------------- | ------------------------------------ | -------- | -------- |
| 1  | 04-11-1991 | Banespa Open São Paulo          | World Series | 225 000 $ | Dur (ext.)   | Andrés Gómez      | Jorge Lozano Cássio Motta            | 7-5, 6-4 |          |
| 2  | 22-02-1993 | Abierto Mexicano Telcel Mexico  | World Series | 275 000 $ | Terre (ext.) | Leonardo Lavalle  | Horacio de la Peña Jorge Lozano      | 7-6, 6-4 |          |
| 3  | 22-03-1999 | Grand-Prix Hassan II Casablanca | Int' Series  | 215 000 $ | Terre (ext.) | Fernando Meligeni | Massimo Ardinghi Vincenzo Santopadre | 6-2, 6-3 | Parcours |
| 4  | 07-06-1999 | Merano Open Merano              | Int' Series  | 325 000 $ | Terre (ext.) | Lucas Arnold Ker  | Marc-Kevin Goellner Eric Taino       | 6-4, 7-6 | Parcours |
| 5  | 19-07-1999 | MercedesCup Stuttgart           | Series Gold  | 915 000 $ | Terre (ext.) | Daniel Orsanic    | Aleksandar Kitinov Jack Waite        | 6-2, 6-1 | Parcours |

### Finales en double messieurs
| No | Date       | Nom et lieu du tournoi                           | Catégorie    | Dotation  | Surface      | Vainqueurs                     | Partenaire     | Score          |          |
| -- | ---------- | ------------------------------------------------ | ------------ | --------- | ------------ | ------------------------------ | -------------- | -------------- | -------- |
| 1  | 31-12-1990 | BP Nationals Wellington                          | World Series | 150 000 $ | Dur (ext.)   | Luiz Mattar Nicolás Pereira    | John Letts     | 4-6, 7-6, 6-2  |          |
| 2  | 29-04-1991 | Trofeo Grupo Zeta Villa de Madrid Madrid         | World Series | 450 000 $ | Terre (ext.) | Gustavo Luza Cássio Motta      | Luiz Mattar    | 6-0, 7-5       |          |
| 3  | 20-05-1991 | Tournoi de tennis de Bologne Bologne             | World Series | 225 000 $ | Terre (ext.) | Luke Jensen Laurie Warder      | Luiz Mattar    | 6-4, 7-6       |          |
| 4  | 02-08-1993 | Škoda Czech Open Prague                          | World Series | 340 000 $ | Terre (ext.) | Hendrik Jan Davids Libor Pimek | Jorge Lozano   | 6-3, 7-6       |          |
| 5  | 30-04-2001 | BMW Open Munich                                  | Int' Series  | 375 000 $ | Terre (ext.) | Petr Luxa Radek Štěpánek       | Daniel Orsanic | 5-7, 6-2, 7-65 | Parcours |
| 6  | 21-05-2001 | International Raiffeisen Grand Prix Sankt Pölten | Int' Series  | 400 000 $ | Terre (ext.) | Petr Pála David Rikl           | Daniel Orsanic | 6-3, 5-7, 7-5  | Parcours |

### Finale en double mixte
| No | Date       | Nom et lieu du tournoi | Catégorie | Dotation    | Surface      | Vainqueurs                             | Partenaire   | Score    |          |
| -- | ---------- | ---------------------- | --------- | ----------- | ------------ | -------------------------------------- | ------------ | -------- | -------- |
| 1  | 28-05-2001 | Roland-Garros Paris    | G. Chelem | 3 745 147 $ | Terre (ext.) | Virginia Ruano Pascual Tomás Carbonell | Paola Suárez | 7-5, 6-3 | Parcours |